# Liste der Monuments historiques in Saint-Vincent-de-Pertignas
Die Liste der Monuments historiques in Saint-Vincent-de-Pertignas führt die Monuments historiques in der französischen Gemeinde Saint-Vincent-de-Pertignas auf.

## Liste der Bauwerke
| Bezeichnung       | Beschreibung | Standort | Kennzeichnung | Schutzstatus | Datum | Bild |
| ----------------- | ------------ | -------- | ------------- | ------------ | ----- | ---- |
| Kirche St-Vincent |              | (Lage)   | PA00083811    | Classé       | 2002  |      |

## Liste der Objekte
| Bezeichnung                      | Beschreibung                  | Standort                        | Kennzeichnung | Schutzstatus | Datum | Bild |
| -------------------------------- | ----------------------------- | ------------------------------- | ------------- | ------------ | ----- | ---- |
| Altar mit Retabel und Tabernakel | Holz, bemalt, 18. Jahrhundert | in der Kirche St-Vincent (Lage) | PM33001626    | Inscrit      | 1988  |      |
| Glocke                           | Bronze, 16. Jahrhundert       | in der Kirche St-Vincent (Lage) | PM33000776    | Classé       | 1995  |      |